# Santo Tomás (Álava)
Santo Tomás es un despoblado que actualmente forma parte del concejo de Luquiano, que está situado en el municipio de Zuya, en la provincia de Álava, País Vasco (España).

## Historia
Documentado desde 1751, consta como situado entre los concejos de Aperregui, Luquiano y Vitoriano.